# Mulberry (Arkansas)
Mulberry es una ciudad ubicada en el condado de Crawford en el estado estadounidense de Arkansas. En el Censo de 2010 tenía una población de 1655 habitantes y una densidad poblacional de 81,57 personas por km².

## Geografía
Mulberry se encuentra ubicada en las coordenadas 35°30′31″N 94°4′29″O / 35.50861, -94.07472. Según la Oficina del Censo de los Estados Unidos, Mulberry tiene una superficie total de 20,29 km², de la cual 19,78 km² corresponden a tierra firme y (2,51%) 0,51 km² es agua.

## Demografía
Según el censo de 2010, había 1655 personas residiendo en Mulberry. La densidad de población era de 81,57 hab./km². De los 1655 habitantes, Mulberry estaba compuesto por el 96,25% blancos, el 0,66% eran afroamericanos, el 1,69% eran amerindios, el 0,06% eran asiáticos, el 0% eran isleños del Pacífico, el 0,3% eran de otras razas y el 1,03% pertenecían a dos o más razas. Del total de la población el 1,99% eran hispanos o latinos de cualquier raza.